# Уитсон, Пегги
Пе́гги Анне́тт Уи́тсон (англ. Peggy Annette Whitson; род. 9 февраля 1960, Маунт-Эйр, Айова) — американский биохимик, астронавт НАСА, первая женщина-командир Международной космической станции (МКС).
Пегги Уитсон совершила четыре космических полёта на МКС. Суммарное время пребывания на орбите составило 675 суток 3 часа 48 минут, что является абсолютным рекордом по длительности работы в космосе среди женщин, и среди всех астронавтов НАСА. Выполнила десять выходов в открытый космос общей продолжительностью 60 часов и 19 минут. 30 марта 2017 установила рекорд по общему пребыванию в открытом космосе женщины-астронавта. Обладатель предыдущего рекорда продолжительности полёта среди женщин — 289 суток 5 часов (новый рекорд установлен 29 декабря 2019 года астронавткой Кристиной Кук).

## Биография
Пегги Уитсон родилась в штате Айова в городе Маунт-Эйр, однако провела детство на ферме рядом с Биконсфилдом, другим городом этого штата. После окончания в 1978 году средней школы она продолжила обучение и получила в 1981 году степень бакалавра в области биологии и химии в Уэслеанском колледже Айовы, а через четыре года степень доктора наук по биохимии в Университете Райса в Хьюстоне.
С 1989 г. по 1993 г. работала биохимиком-исследователем в Отделе медико-биологических исследований в Космическом центре им. Джонсона, г. Хьюстон, (штат Техас), с 1991 г. по 1993 г. — советник по техническим вопросам лабораторий биохимических исследований в отделе медико-биологических исследований.
С 1991 г. по 1992 г. занималась разработкой полётного оборудования для эксперимента по исследованию костной ткани (Е10) в полёте экипажа STS-47 и являлась членом совместной российско-американской рабочей группы по космической медицине и биологии.
С 1992 года Пегги Уитсон работала руководителем исследований программы Мир — Шаттл (STS-60, STS-63, STS-71, ЭО-18, ЭО-19) до мая 1996 года, когда она была отобрана кандидатом в астронавты 16-го набора NASA.
В июне 2003 года принимала участие в пятой миссии НАСА по операциям в экстремальной окружающей среде (NEEMO 5).
Пегги ведет официальный аккаунт NASA в Tumblr о подготовке к полёту на МКС.

## Космические полёты
Пегги Уитсон совершила четыре космических полёта. Первый полёт длился с 5 июня по 7 декабря 2002 года, астронавт была бортинженером в составе МКС-5. На станцию она прибыла на шаттле Индевор, запущенном по программе STS-111, вернулась на Землю на нём же, но уже в рамках программы STS-113. За время полёта выполнила один выход в открытый космос.
Второй полёт начался 10 октября 2007 года и был закончен 19 апреля 2008 года. Пегги Уитсон была назначена командиром экспедиции МКС-16. За время экспедиции она совершила 5 выходов в открытый космос. Доставка на станцию и убытие с неё производились на борту «Союз ТМА-11».
С октября 2009 года по июль 2012 года была руководителем Офиса астронавтов и отвечала за подготовку к полётам и полётную поддержку всех экипажей МКС, за работу персонала поддержки экипажей. В зону её ответственности входила организация обеспечения подготовки экипажей по будущим тяжелым ракетам-носителям и коммерческим транспортным кораблями.
С апреля 2015 года проходила подготовку в составе дублирующего экипажа МКС-48/49 в качестве бортинженера-2 ТПК «Союз МС-01» и бортинженера МКС-48/49.
26 октября 2016 года на заседании Межведомственной комиссии в Центре подготовки космонавтов включена в качестве бортинженера-2 в основной экипаж «Союз МС-03» вместе с Олегом Новицким и Тома Песке. 17 ноября 2016 года стартовала в космос в третий раз на борту корабля «Союз МС-03». Прибыла на МКС 19 ноября 2016 года.
10 апреля 2017 года, при отстыковке «Союз МС-02», Пегги Уитсон приняла пост командира космической экспедиции МКС-51.
24 апреля 2017 года превзошла рекорд по длительности времени пребывания в космосе среди астронавтов НАСА. С этим её по видеосвязи поздравили из Овального кабинета Белого Дома президент Трамп, его дочь Иванка и коллега-астронавт Кэтлин Рубинс.
В связи с сокращением российского экипажа и появлением свободного места в транспортном корабле «Союз МС-04» полёт Пегги Уитсон на МКС продлили до сентября, и она не возвратилась на Землю 2 июня 2017 года на корабле «Союз МС-03» вместе с Олегом Новицким и Тома Песке. Таким образом, Пегги Уитсон перешла в состав экспедиции МКС-52 уже в качестве бортинженера и продолжила работу на орбите с Федором Юрчихиным (Россия) и Джеком Фишером (США), с которыми вернулась на Землю на борту «Союз МС-04» 3 сентября 2017 года.
Уволилась из НАСА в июне 2018 года.
Четвёртый полёт: стартовала с космодрома на мысе Канаверал (штат Флорида) в 17:37 21 мая по времени Восточного побережья США (00:37 22 мая мск) в качестве командира туристического космического корабля Crew Dragon v2 миссии SpaceX AX-2 к Международной космической станции. Корабль пристыковался  22 мая в 16:12 (мск) к модулю МКС «Гармония». Отстыковка корабля от станции произошла 30 мая в 11:05 по времени Восточного побережья США (15:05 UTC, 18:05 мск). Спускаемый аппарат приводнился 31 мая в 03:04 UTC (06:04 МСК) в Мексиканском заливе неподалёку от побережья штата Флорида. Продолжительность полёта составила 9 суток 5 часов 26 минут.
Пятый полёт. Коммерческая миссия SpaceX AX-4 продолжительностью 20 суток 3 часа была реализована в ходе полëта многоразового космического корабля Crew Dragon Grace к МКС в период с 25 июня по 15 июля 2025 года. Экипаж Ax-4 провел 18 дней на МКС, выполнив более 60 исследовательских работ и приняв участие в более чем 20 информационно-просветительских мероприятиях.
Статистика полётов
| #               | Стартовый корабль | Старт                    | Корабль посадки | Посадка                   | Налёт                      |
| --------------- | ----------------- | ------------------------ | --------------- | ------------------------- | -------------------------- |
| 1               | Индевор STS-111   | 05.06.2002, 21:22 UTC    | Индевор STS-113 | 07.12.2002, 19:38:25 UTC  | 184 суток 22 часа 14 минут |
| 2               | Союз ТМА-11       | 10.10.2007, 13:22 UTC    | Союз ТМА-11     | 19.04.2008, 08:30:45 UTC  | 191 сутки 19 часов 7 минут |
| 3               | Союз МС-03        | 17.11.2016, 20:20 UTC    | Союз МС-04      | 03.09.2017, 01:22:00 UTC  | 289 суток 5 часов 1 минута |
| 4               | SpaceX AX-2       | 21.05.2023, 21:37 UTC    | SpaceX AX-2     | 31.05.2023, 03:04 UTC     | 9 суток 5 часов 26 минут   |
| 5               | SpaceX AX-4       | 25.06.2025, 06:31:53 UTC | SpaceX AX-4     | 15.07.2025, 09:31:41_ UTC | 20 суток _ 3часа 0 минут   |
| Суммарный налёт | Суммарный налёт   | Суммарный налёт          | Суммарный налёт | Суммарный налёт           | 695 суток 6 часов 48 минут |

## Награды
Награждена:
- Четырьмя медалями НАСА «За исключительные заслуги» (NASA Exceptional Service Medal, 1995, 2003, 2006, 2008);
- Медалью «За выдающееся лидерство» (NASA Outstanding Leadership Medal, 2006);
- Двумя медалями NASA «За космический полёт» (NASA Space Flight Medal, в 2002 и 2008);
- Медаль «За заслуги в освоении космоса» (12 апреля 2011 года, Россия) — за большой вклад в развитие международного сотрудничества в области пилотируемой космонавтики[15]

## Личная жизнь
Замужем. Увлечения: виндсерфинг, велосипед, баскетбол, водные лыжи. Радиолюбитель с позывным KC5ZTD.